# Pedro Coudannes
Pedro "El chino" Coudannes (n. Buenos Aires, Argentina; 1956  - f. Buenos Aires, Argentina, 17 de junio de 1985) fue un futbolista argentino, titular del River Plate y de San Lorenzo de Almagro, durante las décadas de los 70 y 80, respectivamente.

## Biografía
"El Chino" Coudannes es juzgado un excelente mediocampista que lograba el equilibrio entre el toque y la gambeta y que tenía elegancia para moverse e inteligencia en sus jugadas.
Debutó a los 11 años en las divisiones de inferiores de Argentinos Juniors en el seleccionado juvenil. Eclipsado por los grandes jugadores que había en la Banda por aquella época y con el afán de tener continuidad, en 1979 emigró a Estudiantes de La Plata de Carlos Bilardo donde maduró su juego. Luego de tres buenas campañas, Ángel Labruna, quien lo había formado en River, se lo llevó a Club Atlético Talleres de Córdoba en 1982, saliendo tercero en el Campeonato Nacional.
En 1983 empezó a jugar en el San Lorenzo de Almagro, dirigido en ese momento por el DT Bambino Veira.

## Etapa en River
Coudannes jugó en River Plate gracias a Ángel Labruna. Usó el número nueve. Disputó el partido River - Boca en el campeonato Metropolitano de 1976 y marcó el primer gol del encuentro, que acabaría en empate 1 a 1. Jugó en el torneo de verano de 1977 en Mar del Plata.
El 3 de diciembre de 1978 reemplazó a los 45 min a Omar Raúl Labruna en el partido Alvarado - River Plate, en el que este último equipo resultó ganador por 2 a 0. Sin embargo, el equipo perdió la Final del Nacional de ese año contra el Independiente de Avellaneda.
Jugó en 4 años sólo 38 partidos muchos entrando como suplente y marcó dos goles. Compartió cancha con grandes futbolistas como Ramón Díaz (en sus inicios), Omar Labruna, correte de ahi, Daniel Passarella, Hugo Coscia y Jorge Roberto Rinaldi, entre otros.

## Etapa en San Lorenzo de Almagro
Coudannes empezó a jugar en el Club Atlético San Lorenzo de Almagro en 1983 gracias a Bambino Veira. Debutó durante el Campeonato Nacional con la camiseta número 5. Llegó junto a Enrique Hrabina, Jorge Higuaín, Osvaldo Biaín y los uruguayos Ruben Navarro, Eber Bueno y Hernán Sosa.
El 13 de marzo de 1983 se integró como mediocampista durante el partido San Lorenzo - Juventud Antoniana junto a Rubén Insua y Sergio Luna. En este encuentro salieron victoriosos por 3 a 2. El 2 de octubre de ese año jugó el partido Boca - San Lorenzo, que acabó 2 a 2 con un gol de último minuto.
Generalmente durante los partidos Rinaldi y Husillos alternaban de 9 y 10, y a veces jugaban 4-2-4 quedando Quinteros (el motor del equipo) e Insúa solos contra 4 o 5 volantes rivales, por eso Bambino solía poner al Chino Coudannes en lugar de Quinteros.
Jugó un total de 70 partidos hasta el Nacional de 1985. Su último partido disputado fue por el Nacional 1985, ante Chacarita por la rueda de perdedores; en este encuentro, reemplazó a los 70 minutos a Juan Antonio Crespin.

## Vida privada
Estuvo casado por varios años y fruto de ese matrimonio nació el 4 de agosto de 1984 su único hijo, Lionel Coudannes, apodado igual que su padre y que continúa con su profesión.

## Fallecimiento
El 16 de junio de 1985, Pedro Coudannes sufrió un intento de asalto en la puerta de su casa del barrio de Belgrano. Al salir para comprar cigarrillos en el kiosco de la esquina, dos hombres le exigieron dinero y las llaves de su auto. Al resistirse el futbolista, uno de los delincuentes le disparó por la espalda. La bala le perforó un riñón, le afectó un pulmón, el hígado y le diseccionó la arteria aorta. Perdió mucha sangre y llegó al Hospital Pirovano en estado crítico. Durante la operación que se le hizo para intentar salvarle, sufrió dos paros cardíacos. Murió la madrugada del 17 de junio. Por el asesinato fueron detenidos los menores Aníbal Solís y Silvio Velázquez. Solís fue sobreseído totalmente en marzo de 1986 y a Vázquez, la cámara del crimen le otorgó la prisión preventiva, encontrándolo penalmente responsable del crimen.